# Live: Meadowbrook, Rochester, Michigan 12th September 1971
 (avril 2024).
Si vous disposez d'ouvrages ou d'articles de référence ou si vous connaissez des sites web de qualité traitant du thème abordé ici, merci de compléter l'article en donnant les références utiles à sa vérifiabilité et en les liant à la section « Notes et références ».
 (juillet 2020).
 (juillet 2020).
- Si vous ne connaissez pas le sujet, laissez ce bandeau (vous pouvez alors contacter les auteurs).
- Si vous supprimez le contenu mis en cause (vous pouvez préalablement contacter les auteurs),

argumentez précisément cette suppression dans la page de discussion
(un manque de référence n'est pas un argument ; une recherche réelle de référence doit avoir été effectuée, être formellement documentée).
Live: Meadowbrook, Rochester, Michigan 12th September 1971 est un album enregistré lors du concert de Funkadelic sorti chez Westbound Records en 1996,. Sur la pochette il est indiqué : All titles previously unissued. 
À l'origine ce live dxt enregistré par un ingénieur du son inconnu du groupe à la demande de Armen Boladian, propriétaire de Westbound Records. Ce concert partait mal : le batteur Tiki Fulwood et le guitariste rythmique Tawl Ross avaient quitté le groupe une semaine avant, remplacés sans répétition, pour ce concert, par Ty Lampkin et Harold Beane, qui depuis lors resteront dans le groupe. Malgré tout cela, le concert est ahurissant et d'une énergie grandiose, le groupe faisant preuve d'un éclectisme musical étonnant pour l'époque, passant du gospel au heavy metal, avec un Eddie Hazel (le guitare-héros du groupe) au sommet de son art. Le producteur de Westbound Records avait laissé cet enregistrement moisir depuis parce qu'il ne trouvait pas ce concert assez convaincant. 25 ans plus tard, Westbound Records a pris la décision.

## Liste des morceaux
Voici la liste des morceaux de l'album :
1. Alice In My Fantaisies
2. Maggot Brain
3. I Call My Baby Pussycat (Fast Version)
4. I Call My Baby Pussycat
5. Good Old Music
6. I Got A Thing, You Got A Thing, Everybody Got A Thing
7. All Your Goodies Are Gone (The Loser's Seat)
8. I'll Bet You
9. You & Your Folks, Me & My Folks
10. Free Your Mind & Your Ass Will Follow (Instrumental)